# Kromme Waal

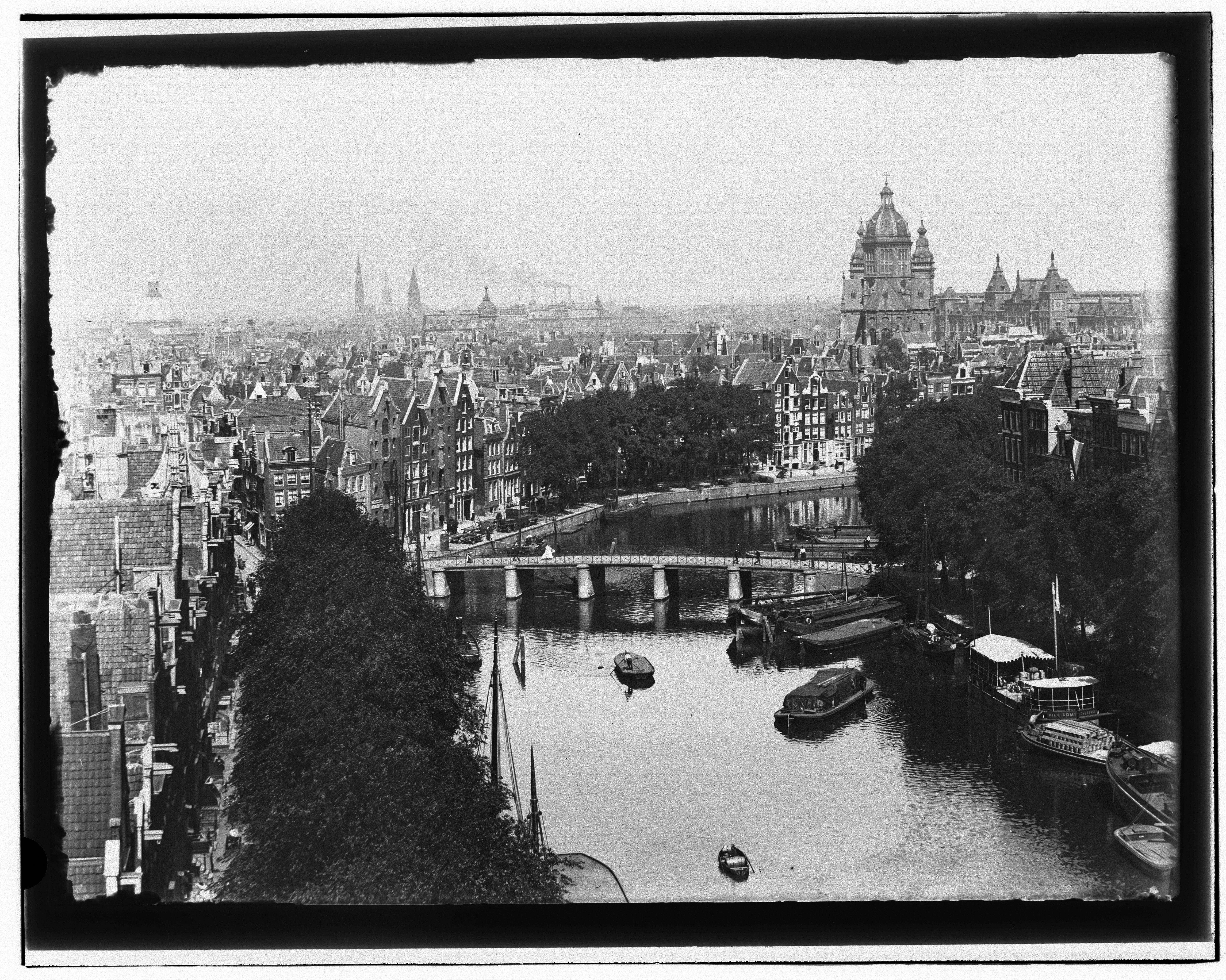
De Kromme Waal door Jacob Olie in 1896.

De Kromme Waal is een Amsterdamse straat, tussen de Prins Hendrikkade en de Oude Waal. De straat vormt van de Kraansluis (brug 300, in de Prins Hendrikkade) tot de Waalseilandbrug (brug 283) de westelijke kade van de Waalseilandsgracht, de oude binnenhaven van Amsterdam tussen de Montelbaanstoren en het IJ.

## Trivia
- De architect Bernard Bijvoet (1889-1979) is hier geboren.
- Een foto van een sleepboot in de Kromme Waal siert de hoes van het album Holland (1973) van The Boys.
- Kromme Waal is de titel van een gedicht van Andreas Burnier uit de bundel Na de laatste keer.  Querido 1981. De eerste twee regels luiden: In de avonddeur bruine schemering//glimlacht de prostituée: ting, ting, ting,